# タンペレの戦い
タンペレの戦い（たんぺれのたたかい、フィンランド語: Tampereen taistelu）は、1918年のフィンランド内戦で、フィンランドのタンペレで3月15日から4月6日まで白衛軍と赤衛軍の間で戦われた戦い。
フィンランド内戦の中で最も有名で、最も激しい戦いであった。今日では、白衛軍が降伏した数百人の赤衛軍を処刑し、タンペレ収容所に収容された11,000人の捕虜の命を奪ったという血なまぐさい出来事が有名である。

## 背景
1910年代、タンペレはフィンランドで3番目に大きな町であり、人口は郊外を含めて約6万人だった。フィンランドで最も工業化された町で、フィンランドの労働運動の中心地であった。タンペレは1905年のゼネストの重要な役割を果たし、町は労働組合と社会民主党の拠点だった。
1918年1月下旬に内戦が始まったため、赤衛軍はタンペレの北100キロメートルにあるハーパマキの重要な鉄道分岐点を標的にした。前線は間もなくタンペレの北50〜60キロメートルに設立され、タバスティア戦線は戦争の主要な劇場となった。労働者階級の人口が多く、鉄道が通っていたため、タンペレは赤衛兵の主要拠点となったが、赤衛軍政府はヘルシンキで活動していた。1月27日、タンペレは完全に赤軍の支配下に置かれた。タンペレ赤衛隊は、300人の女性を含む約6,000人の隊員を擁していたが、これは全体の約5パーセントであった。

## タンペレの包囲
2月下旬から3月上旬にかけて赤衛軍の攻勢が失敗したため、白衛軍は3月15日にタンペレに対する作戦を開始した。その目的は、タヴァスティア戦線で赤衛軍を包囲し、タンペレに侵攻することだった。ヤムサ、オリヴェシ、ルオヴェシ、ヴィルップラで激しい戦闘が繰り広げられた。最も激戦となったのは、3月16日のヤムサのレーンキポヤの戦いとその2日後のオリヴェシの戦いだった。赤衛軍の戦線は崩壊し、タンペレに向かって撤退した。赤衛軍参謀は降伏する代わりに、可能な限りタンペレを防衛することを決定した。白衛軍は3月23日にタンペレに到着し、17,000人の兵力でタンペレを包囲した。ユロヤルヴィ、ピルッカラ、メスキラ、アイトラハティ、レンパーラ、ヴェシラハティ、トッティヤルヴィ、さらに西のサタクンタ(Satakunta)戦線ではカルクとヘーメンキョで関連戦闘が繰り広げられた。
3月23日、白軍は北東からタンペレに接近し、タンペレの東10キロメートルにあるヴェハイネンで赤軍と衝突した。その後2日間、白軍は南東にあるメスキラ郊外（一時タフフティ村を占領)とタンペレの南15キロメートルにあるレンパーラ村も攻撃したが、撃退された。白軍の大砲が町に発砲し始め、赤軍は東部の労働者階級が住むタンメラ地区からの避難を余儀なくされた。白人はタンペレの東15キロメートルにあるカンガサラ村を占領したが、装甲列車を使って300人の赤軍が進撃する白軍を振り切り、メスキラまで逃げ延びた。3月24日夜、赤軍はレンパーラを失い、白軍は赤軍の主要な補給線であったリヒマキ-タンペレ鉄道を切断することができた。
白衛軍は3月26日、タンペレの西20キロメートルに位置するシウロ村のポーリ鉄道のシウロ駅を占領し、包囲網を完成させた。 同日、赤軍はメスキュラの防衛拠点を離れ、カレヴァ地区の隣に新陣地を形成した。白軍はタンペレの北西10キロメートルに位置するユロヤルヴィの占領にも成功した。ユロヤルヴィを占領した後、白軍は即座に町の西側のエピラと南側のHatanpääで攻撃を続けたが、大きな損害を被り、押し戻された。対する赤軍は、エイノ・ラハの指揮の下、レンパーラで3,500人規模の反撃を開始した。トゥルクとイレーネの赤軍は、ヘルシンキ南回りの鉄道に沿って同時突破を試みた。最大30人の戦闘員が戦死し、装甲列車は撤退を余儀なくされた。3月27日、メスキラ-カレヴァ地区、エピラ、レンパレでは戦闘がまだ続いていた。

## 血の木曜日
3月28日、白衛軍は内戦中最大の死傷者をだし、後に「血の木曜日」と呼ばれるようになった。白衛軍はタンペレを完全に制圧するため大規模な攻勢をしかけた。戦闘は町の東側にあるカレヴァンカンガス墓地や競馬場周辺に集中した。攻撃は午前9時ごろに開始され、7時間にわたる戦闘の後、白衛軍はカルヴァ地区から赤衛軍を追い出すことができたが、町まではたどり着けなかった。
この戦いでは、準軍備組織の白衛軍に代わり、徴兵された兵士で構成され、猟兵将校が指揮する部隊を使用するようになった。徴兵された兵士は、志願兵の白衛軍よりも指揮しやすく、激しい戦闘に送り込むのがはるかに容易だった。不服従ではなく、今度は戦争経験の不足が問題となり、それが大きな損失を招いた。3個白軍大隊で少なくとも200人が死亡し、死傷者の総数は戦力の50%以上に達した。また、志願兵のスウェーデン旅団とドイツで訓練された猟兵部隊も大きな損失を被った。スウェーデン兵は白い雪迷彩の戦闘服を着ていたため、雪がほとんど降らなかったため格好の標的となった。猟兵は緑の制服を着用しており、灰色のスーツを着た兵士たちから簡単に目立った。その結果、400人のスウェーデン旅団は20人、猟兵部隊は27人の将校を失った。
その日、赤軍は50～70人の戦闘員を殺害した。赤軍のリーダーであるウーゴ・サルメラは、本部で手榴弾が偶然爆発して死亡した。彼の後を継いだのはヴェルナー・レフティマキである。フランスのジャーナリスト、アンリ・ラポルトによると、レフティマキは部下を激励するために車で赤軍の前線を何度も往復したという。ラポルトはロシアへの公式任務から戻った退役軍人であった。彼は後に1929年の著書『赤軍の初戦』でタンペレの戦いの体験を述べている。
攻撃が失敗した後、白軍はその後5日間攻撃を停止した。町を砲撃したのは砲兵だけだった。砲撃により少なくとも20人の民間人が死亡し、その中には中立派や白軍支持者も含まれ、タンメラとキュッタラの労働者階級地区はほぼ完全に破壊された。この5日間、レンパーラでは戦闘が続き、赤軍は依然として必死に突破を試みていた。